# Ascochyta ari
Ascochyta ari är en svampart som beskrevs av Died. 1912. Ascochyta ari ingår i släktet Ascochyta, ordningen Pleosporales, klassen Dothideomycetes, divisionen sporsäcksvampar och riket svampar.   Inga underarter finns listade i Catalogue of Life.